# Bergeforsen
Bergeforsen – miejscowość (tätort) w Szwecji, w regionie administracyjnym (län) Västernorrland, w gminie Timrå.
Według danych Szwedzkiego Urzędu Statystycznego liczba ludności wyniosła: 1787 (31 grudnia 2015), 1766 (31 grudnia 2018) i 1753 (31 grudnia 2019).